# 钻果大蒜芥
钻果大蒜芥（学名：Sisymbrium officinale），为十字花科大蒜芥属下的一个植物种。